# Naaldhoutstipschoteltje
Het naaldhoutstipschoteltje (Pseudohelotium pineti) is een schimmel behorend tot de familie Helotiaceae. Het leeft in naaldossen. Het leeft saprotroof op rottende kegels van Den ('Pinus).

## Kenmerken
De apothecia hebben een diameter van 0,5 mm. De asci zijn 8-sporig, clavaat-cilindrisch en meten 100-135 × 7-8 µm. De ascosporen zijn hyaline hebben guttules die naar met de leetijd vordert verdwijnen en meten 10-12 × 2,5-3 µm. De parafysen hebben een diameter tot 3 µm.

## Verspreiding
In Nederland komt het naaldhoutstipschoteltje zeer zeldzaam voor.